# 奧勒夫河

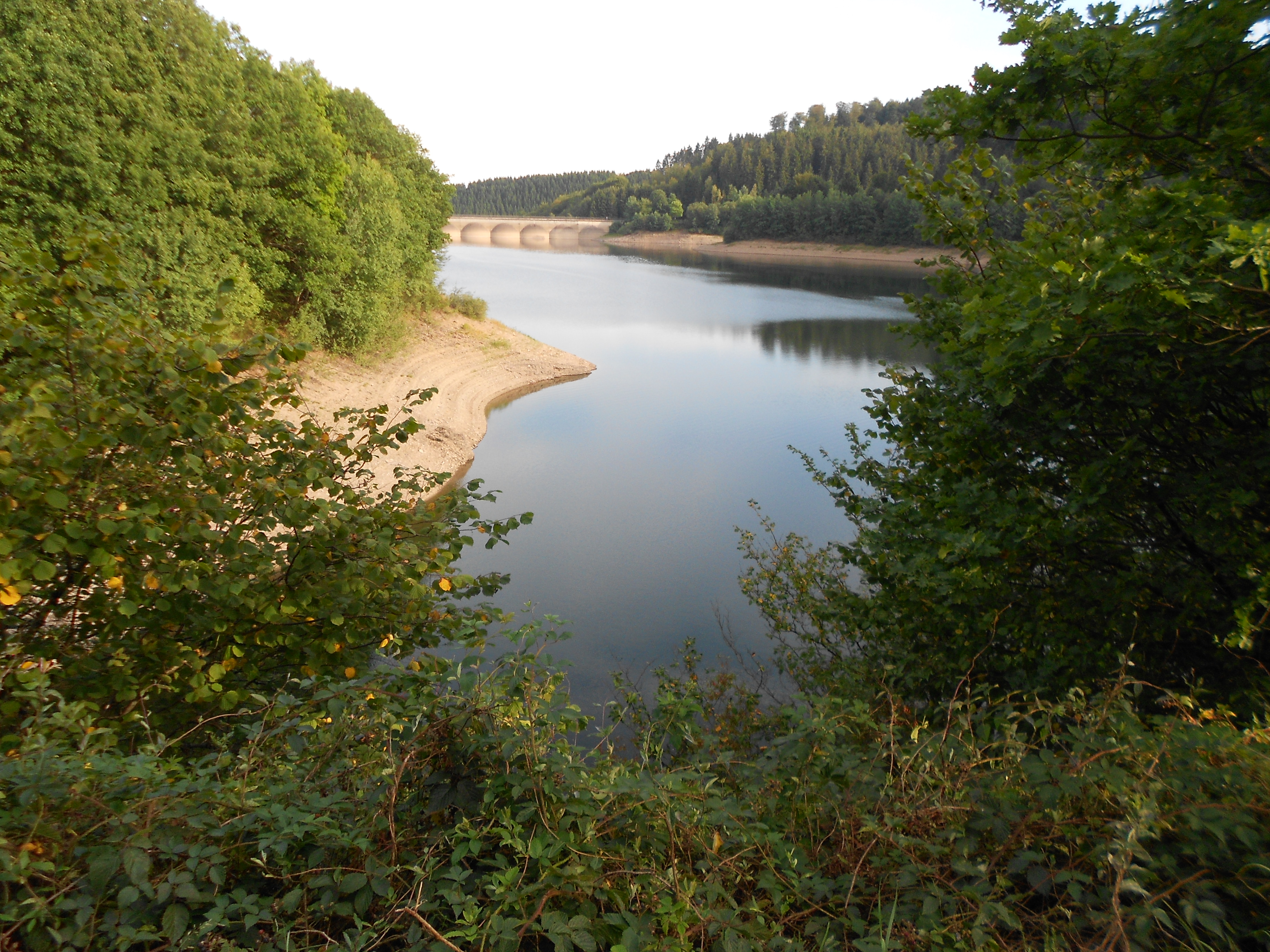

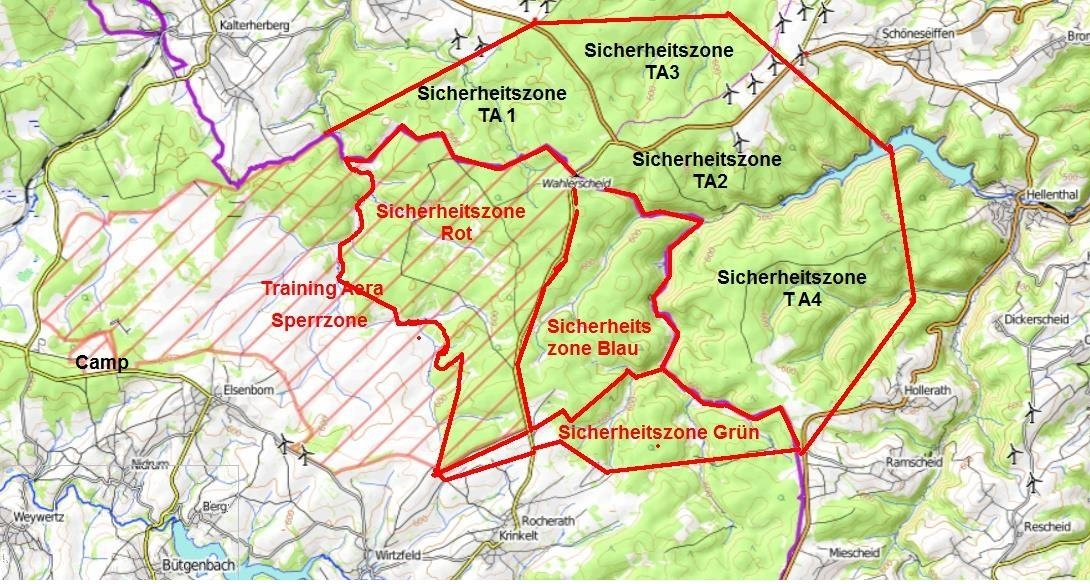

奧勒夫河（德語：Olef），是德國的河流，位於該國西部，處於北萊茵-威斯特法倫州，屬於烏爾夫特河的左支流，河道全長28公里，流域面積196平方公里。